# Lista över fornlämningar i Falkenbergs kommun (Gunnarp)
Lista över fornlämningar i Falkenbergs kommun (Gunnarp) är en förteckning av ett urval av de fornlämningar som finns i Gunnarp i Falkenbergs kommun.
| Namn                        | Lämningstyp                 | Tillkomsttid | Historisk indelning | Plats | Läge                 | ID-nr          | Bild                                 |
| --------------------------- | --------------------------- | ------------ | ------------------- | ----- | -------------------- | -------------- | ------------------------------------ |
| Gunnarp 2:1                 | Röse                        |              | Gunnarp, Halland    |       | 57.118338, 12.920736 | 10145100020001 | Ladda upp en bild av detta fornminne |
| Gunnarp 3:1                 | Stenkrets                   |              | Gunnarp, Halland    |       | 57.118123, 12.924334 | 10145100030001 | Ladda upp en bild av detta fornminne |
| Gunnarp 3:2                 | Grav markerad av sten/block |              | Gunnarp, Halland    |       | 57.118102, 12.924186 | 10145100030002 | Ladda upp en bild av detta fornminne |
| Gunnarp 4:1                 | Stensättning                |              | Gunnarp, Halland    |       | 57.118741, 12.919143 | 10145100040001 | Ladda upp en bild av detta fornminne |
| Gunnarp 5:1                 | Stensättning                |              | Gunnarp, Halland    |       | 57.120814, 12.931707 | 10145100050001 | Ladda upp en bild av detta fornminne |
| Gunnarp 6:1                 | Stenkrets                   |              | Gunnarp, Halland    |       | 57.118917, 12.927062 | 10145100060001 | Ladda upp en bild av detta fornminne |
| Gunnarp 10:1                | Stensättning                |              | Gunnarp, Halland    |       | 57.126842, 12.953673 | 10145100100001 | Ladda upp en bild av detta fornminne |
| Gunnarp 10:2                | Stensättning                |              | Gunnarp, Halland    |       | 57.126744, 12.953745 | 10145100100002 | Ladda upp en bild av detta fornminne |
| Gunnarp 10:3                | Stensättning                |              | Gunnarp, Halland    |       | 57.126630, 12.953884 | 10145100100003 | Ladda upp en bild av detta fornminne |
| Gunnarp 11:1                | Stensättning                |              | Gunnarp, Halland    |       | 57.127214, 12.953883 | 10145100110001 | Ladda upp en bild av detta fornminne |
| Gunnarp 12:1                | Stensättning                |              | Gunnarp, Halland    |       | 57.129193, 12.960757 | 10145100120001 | Ladda upp en bild av detta fornminne |
| Gunnarp 13:1                | Stensättning                |              | Gunnarp, Halland    |       | 57.126639, 12.968375 | 10145100130001 | Ladda upp en bild av detta fornminne |
| Drottningrör (Gunnarp 14:1) | Röse                        |              | Gunnarp, Halland    |       | 57.126523, 12.976792 | 10145100140001 | Ladda upp en bild av detta fornminne |
| Gunnarp 15:1                | Röse                        |              | Gunnarp, Halland    |       | 57.120919, 12.956747 | 10145100150001 | Ladda upp en bild av detta fornminne |
| Gunnarp 17:1                | Stensättning                |              | Gunnarp, Halland    |       | 57.108913, 12.953586 | 10145100170001 | Ladda upp en bild av detta fornminne |
| Gunnarp 18:1                | Stensättning                |              | Gunnarp, Halland    |       | 57.129684, 12.958976 | 10145100180001 | Ladda upp en bild av detta fornminne |
| Gunnarp 19:1                | Stensättning                |              | Gunnarp, Halland    |       | 57.131493, 12.930363 | 10145100190001 | Ladda upp en bild av detta fornminne |
| Gunnarp 19:2                | Stensättning                |              | Gunnarp, Halland    |       | 57.131404, 12.930963 | 10145100190002 | Ladda upp en bild av detta fornminne |
| Gunnarp 21:1                | Stensättning                |              | Gunnarp, Halland    |       | 57.132801, 12.931674 | 10145100210001 | Ladda upp en bild av detta fornminne |
| Gunnarp 22:1                | Stensättning                |              | Gunnarp, Halland    |       | 57.135237, 12.930719 | 10145100220001 | Ladda upp en bild av detta fornminne |
| Gunnarp 23:1                | Stensättning                |              | Gunnarp, Halland    |       | 57.137844, 12.934846 | 10145100230001 | Ladda upp en bild av detta fornminne |
| Gunnarp 24:1                | Stensättning                |              | Gunnarp, Halland    |       | 57.151391, 12.937168 | 10145100240001 | Ladda upp en bild av detta fornminne |
| Gunnarp 24:2                | Stensättning                |              | Gunnarp, Halland    |       | 57.151228, 12.937144 | 10145100240002 | Ladda upp en bild av detta fornminne |
| Gunnarp 25:1                | Stensättning                |              | Gunnarp, Halland    |       | 57.127139, 12.977054 | 10145100250001 | Ladda upp en bild av detta fornminne |
| Gunnarp 27:1                | Stenkammargrav              |              | Gunnarp, Halland    |       | 57.135107, 12.943255 | 10145100270001 | Ladda upp en bild av detta fornminne |
| Gunnarp 29:1                | Stensättning                |              | Gunnarp, Halland    |       | 57.133910, 12.958630 | 10145100290001 | Ladda upp en bild av detta fornminne |
| Gunnarp 32:1                | Gravfält                    |              | Gunnarp, Halland    |       | 57.154329, 12.937983 | 10145100320001 | Ladda upp en bild av detta fornminne |
| Gunnarp 33:1                | Röse                        |              | Gunnarp, Halland    |       | 57.155953, 12.937524 | 10145100330001 | Ladda upp en bild av detta fornminne |
| Gunnarp 34:1                | Röse                        |              | Gunnarp, Halland    |       | 57.159541, 12.934301 | 10145100340001 | Ladda upp en bild av detta fornminne |
| Gunnarp 35:1                | Röse                        |              | Gunnarp, Halland    |       | 57.159738, 12.934996 | 10145100350001 | Ladda upp en bild av detta fornminne |
| Gunnarp 35:2                | Röse                        |              | Gunnarp, Halland    |       | 57.159880, 12.934951 | 10145100350002 | Ladda upp en bild av detta fornminne |
| Gunnarp 37:1                | Röse                        |              | Gunnarp, Halland    |       | 57.167744, 12.936835 | 10145100370001 | Ladda upp en bild av detta fornminne |
| Gunnarp 38:1                | Röse                        |              | Gunnarp, Halland    |       | 57.167865, 12.935518 | 10145100380001 | Ladda upp en bild av detta fornminne |
| Gunnarp 39:1                | Röse                        |              | Gunnarp, Halland    |       | 57.167862, 12.933549 | 10145100390001 | Ladda upp en bild av detta fornminne |
| Konungadal (Gunnarp 40:1)   | Röse                        |              | Gunnarp, Halland    |       | 57.170886, 12.935236 | 10145100400001 | Ladda upp en bild av detta fornminne |
| Gunnarp 42:1                | Röse                        |              | Gunnarp, Halland    |       | 57.172856, 12.933436 | 10145100420001 | Ladda upp en bild av detta fornminne |
| Gunnarp 42:2                | Stensättning                |              | Gunnarp, Halland    |       | 57.172569, 12.933459 | 10145100420002 | Ladda upp en bild av detta fornminne |
| Gunnarp 43:1                | Röse                        |              | Gunnarp, Halland    |       | 57.172446, 12.953360 | 10145100430001 | Ladda upp en bild av detta fornminne |
| Gunnarp 48:1                | Röse                        |              | Gunnarp, Halland    |       | 57.164018, 12.933237 | 10145100480001 | Ladda upp en bild av detta fornminne |
| Gunnarp 49:1                | Röse                        |              | Gunnarp, Halland    |       | 57.163077, 12.931131 | 10145100490001 | Ladda upp en bild av detta fornminne |
| Gunnarp 54:1                | Stensättning                |              | Gunnarp, Halland    |       | 57.116632, 13.082208 | 10145100540001 | Ladda upp en bild av detta fornminne |
| Gunnarp 54:2                | Stensättning                |              | Gunnarp, Halland    |       | 57.116255, 13.081747 | 10145100540002 | Ladda upp en bild av detta fornminne |
| Gunnarp 57:1                | Röse                        |              | Gunnarp, Halland    |       | 57.116945, 13.080813 | 10145100570001 | Ladda upp en bild av detta fornminne |
| Gunnarp 61:1                | Röse                        |              | Gunnarp, Halland    |       | 57.166939, 12.934006 | 10145100610001 | Ladda upp en bild av detta fornminne |
| Gunnarp 82:1                | Stensättning                |              | Gunnarp, Halland    |       | 57.116431, 12.931835 | 10145100820001 | Ladda upp en bild av detta fornminne |
| Gunnarp 87:1                | Stensättning                |              | Gunnarp, Halland    |       | 57.108046, 12.941146 | 10145100870001 | Ladda upp en bild av detta fornminne |
| Gunnarp 108:1               | Stensättning                |              | Gunnarp, Halland    |       | 57.128341, 12.965004 | 10145101080001 | Ladda upp en bild av detta fornminne |
| Gunnarp 110:1               | Stensättning                |              | Gunnarp, Halland    |       | 57.121223, 12.951971 | 10145101100001 | Ladda upp en bild av detta fornminne |
| Gunnarp 111:1               | Hällristning                |              | Gunnarp, Halland    |       | 57.119442, 12.972099 | 10145101110001 | Ladda upp en bild av detta fornminne |
| Gunnarp 124:1               | Grav markerad av sten/block |              | Gunnarp, Halland    |       | 57.179667, 12.891208 | 10145101240001 | Ladda upp en bild av detta fornminne |